# ジェンダーの社会学
ジェンダーの社会学（じぇんだーのしゃかいがく）は、社会学の下位分野で卓越したものである。1950年以降、学術的な文献や公的な議論においてますます、「ジェンダー」ということばが、ある人の、知覚され、または想定された（自信によって特定された）男性性や女性性を示すために使われている。この用語はマネー（1995）により導入された：
「ジェンダーロールということばは、以下のすべてのことを示すために用いられる。すなわち、ある人が、いったりしたりすることが、彼自身・彼女自身について、そのひとが、それぞれ少年もしくは、男性か、少女もしくは、女性かの地位をもつものとして明らかにするということである。ジェンダーロールは、エロティシズムの意味でセクシュアリティも含むが、それだけに限定されることはない」
ある人のジェンダーとは複雑なものであり、無数のみかけ、話し方、動き、そしてさまざまな他の要素についての特徴を含んでおり、生物学的なセックスに限定されない。
諸社会は、二元的なジェンダーシステムをもつ傾向があり、そのシステムの中で、すべての人は、男性か、女性どちらかにカテゴリー化される。ある社会では、第三のジェンダー役割を含む。たとえば、ネイティブ・アメリカンのTwo-Spirit peopleや、インドのヒジュラである。
ジェンダーが社会的構成物なのか、生物学的構成物なのか、という論争は長年にわたってある。

## フェミニスト理論において
フェミニズムを参照のこと。
1970年代には、この用語の適用方法についてのコンセンサスはなかった。1974年版のジャネット・チャフェツによるMasculine/Feminine or Humanの中で、著者は「生まれつきのジェンダー」と「学ばれたセックスロールズ（性役割）」という用語をつかっている。しかし、1978年の版では、セックスとジェンダーの用法は正反対になっている。1980年になると、ほとんどのフェミニストの著作は、ジェンダーを、社会文化的に習得された特徴のためだけに用いることで合意している。
フェミニズムは、男性と女性の社会的な平等を主張し、家父長制とセクシズムに反対している。
リベラルフェミニズムとは、以下のような心情である。すなわち、個人は、自身の才能を自由に発達することができるべきであり、また自身の利益を自由に追求できるべきである。諸個人は、社会にある障壁を取り除くことで、平等の拡大を追求する。社会主義的フェミニズム（マルクス主義的フェミニズム）は以下のように考える。富と権力を少数の人びとの手に集中することで、資本主義が家父長制を強化していると。伝統的な家族構造は、集団的革命によって、取り払われるべきである。ラディカルフェミニズムでは、家父長制は取り払われるべきと考えるだけでなく、それを強化するジェンダーそのものから撲滅するべきだと考える。

## 他の言語では？
英語では，セックスとジェンダーは両方ともさまざまなコンテクストで使われている．そのさまざまなコンテクストとは，両者が代替不可能な場合である（性交sexual intercourse，アナルセックス，セーフセックス，セックスワーカー，性奴隷sex slave）．他の言語，たとえばドイツ語では，同じ単語Geschlechtを，文法的なジェンダーと生物学的なセックスの両方を指すために用いる．その結果として，人類学者たちは，セックスとジェンダーの間にある違いを主張しにくくなっている．ある文脈では，ドイツ語は，英語の借用語であるジェンダーを用いることで，違いが主張できるようになった．ときたまGeschlechtsidentitaetはジェンダーとして（文字どおりの意味としてはジェンダー・アイデンティティなのだが），そしてGeschlechtはセックスの意で用いられる（ジュディス・バトラーの『ジェンダー・トラブル』を参照）．より一般的なのは，修飾語句の使用である（biologisches Geschlechtをセックス，Geschlechtsidentitätをジェンダー・アイデンティティ，Geschlechterrolleをジェンダーロールなどなど）．

## 学問的展開
フェミニズムの影響を受けて、「社会的・文化的な役割としてのジェンダー」という概念が成立したことから、フェミニズムの影響を多く受けているのがこの分野の特徴である。
既存の社会制度が男性の社会的資源へのアクセス可能性を高め、女性の社会的資源へのアクセスを難しくしているかという分析が多い。
特に、家父長制という制度、イデオロギーに対して多くの分析がなされているのが、ジェンダーの社会学の特徴である。
特に初期は女性学との関係が強い。
また、性規範やジェンダー役割などについても強い関心を寄せているのがこの分野である。
それぞれの性に関して割り振られた役割の分析、つまりどのような行動・性格がそのジェンダーに期待されるのかを分析することにより、ジェンダーによって、さまざまな機会を制限されていることや、社会的に期待されるうる行動や役割が異なっていることを示したのが、ジェンダーの社会学ともいえる。
一例として、学校教育に潜む、隠れたカリュキュラムについての分析があげられる。
隠れたカリキュラムとは、教員が生徒に何かしらの指導を行おうとするときに、それぞれにバイアスがかかってしまうことを意味している。
例えば、男の子にはリーダーシップを取るような役割を取らせようとしたり、女の子には補助的役割を与えるようにしようとすることがある。
これは社会的に期待されうる役割を、学校のカリュキュラム(学習に必要な授業)とは別に、暗に教え込んでいる作用を持つ。
このような例など、多くの社会的制度、規範等はジェンダーによって異なっていると分析するのがジェンダーの社会学である。

## 研究者
- 江原由美子
- 上野千鶴子
- 大沢真理
- 小宮友根
- 不破麻紀子
- 鶴田幸恵
- 目黒依子